# Reichsfürst
Ein Reichsfürst (lateinisch princeps regni bzw. princeps imperii) war im Heiligen Römischen Reich ein Fürst, der ursprünglich sein Lehen nur und unmittelbar vom König bzw. Kaiser erhalten hatte. Es bestand also eine lehns- und staatsrechtliche Reichsunmittelbarkeit. Als später auch geistliche Reichsfürsten einzelnen weltlichen Reichsfürsten reichsunmittelbare Herrschaften zu Lehen ausgaben, behielten diese Lehen (als Reichsafterlehen) ihre immediate Qualität.
Zu einem eigenen Stand im Rechtssinne bildete sich der Reichsfürstenstand im Spätmittelalter heraus. Der Titel eines Reichsfürsten und die darin enthaltene Reichsunmittelbarkeit in Verbindung mit fast unbeschränkter Landeshoheit bildeten eine gewisse rechtliche Sicherheit dagegen, dass ein anderer, mächtigerer Adliger einen Fürsten von sich abhängig machte.

## Geschichte
Wie es genau zur Herausbildung eines eigenen Fürstenstandes im hochmittelalterlichen Reich kam, ist auf Grund mangelnder Quellenlage oft ungeklärt. In vielen Fällen bildete ausgedehnter Eigenbesitz (Allodien) die Basis der sich bildenden Landesherrschaften. Auch wurde vor der Mitte des 12. Jahrhunderts der Begriff Fürst (lateinisch princeps, „der Erste“) in einem allgemeinen, weitgefächerten Sinne verwendet und bezeichnete hochgestellte Geistliche und Laien, mitunter aber auch Ministeriale. Nach unten war der Begriff nicht genau abgegrenzt. Mit „Fürst“ war eher die soziale als die rechtliche Rolle des so Bezeichneten gemeint.

Das Heilige Römische Reich zur Zeit der späten Staufer

Ab etwa 1180 (Gelnhäuser Urkunde) blieb der Titel des Fürsten beziehungsweise Reichsfürsten dann aber einem ausgewählten, mit besonderen Vorrechten ausgestatteten Kreis von weltlichen und geistlichen Adligen vorbehalten. Für die Zugehörigkeit zu den weltlichen Reichsfürsten musste die Regalienbelehnung, also die Zuweisung von ursprünglich königlichen Rechten, wie der Erhebung von Zöllen und dem Recht der Münzprägung, durch den König selbst erfolgt sein. Dadurch wurde diesen die dritte der Heerschildstufen im Reichslehnsverband zugewiesen und machte sie zu Teilhabern an der Reichsgewalt. Den ersten Schild hielt der König/Kaiser, den zweiten die Erzbischöfe, Bischöfe und Äbte/Äbtissinnen. Die Trennlinie verlief somit zwischen dem dritten Schild der weltlichen Fürsten und dem der freien Herren, die den vierten Schild trugen.
Ursprünglich galt für die weltlichen Reichsfürsten auch, dass diese ihr Lehen unmittelbar vom König erhalten haben mussten. Da aber viele weltliche Adlige Reichsabteivogteien als Lehen von geistlichen Fürsten erhalten hatten, wurde wohl mit Rücksicht auf diese auch zugelassen, dass eine lehnsrechtliche Abhängigkeit nicht nur vom Reich, sondern auch von geistlichen Reichsfürsten bestehen durfte. Der Sachsenspiegel wies dementsprechend den weltlichen Fürsten die dritte Stufe der Heerschildfolge zu.
Das Kriterium der Reichsunmittelbarkeit der Lehen war aber für die Erlangung der Reichsstandschaft der späteren Reichsfürsten (und Reichsgrafen) nicht ausreichend, da auch viele Grafen und freie Herren über reichsunmittelbaren Besitz verfügten, der aber den Zugang zum Reichsfürstenstand allein nicht ermöglichte. Deshalb gab es noch weitere landesrechtliche Kriterien, das heißt, der Fürst musste über eine einem Herzogtum ähnliche übergeordnete Gebietsherrschaft über ein Land (fast souveräne Landeshoheit) mit hoher Gerichtsbarkeit verfügen. Seit dem Beginn des 13. Jahrhunderts musste auch eine förmliche Erhebung in den Reichsfürstenstand stattfinden, wie es erstmals im Jahr 1235 bei der Erhebung der welfischen Eigengüter zum Herzogtum Braunschweig-Lüneburg durch Kaiser Friedrich II. erfolgte, wodurch Herzog Otto das Kind zugleich in den Reichsfürstenstand erhoben wurde. Ein weiteres Beispiel ist im Jahr 1292 die Erhebung des hessischen Landgrafen Heinrichs I. in den Reichsfürstenstand. Für die seit alters her als Reichsfürstentümer geltenden Territorien wie die Markgrafschaft Brandenburg oder die Pfalzgrafschaft bei Rhein erfolgten allerdings keine nachträglichen Erhebungen.
Um das Jahr 1190 lassen sich 92 geistliche, aber nur 22 weltliche Adlige, die von 14 Geschlechtern gestellt wurden, ermitteln, die als Reichsfürsten anerkannt waren. Zu den weltlichen Reichsfürsten gehörten der König von Böhmen, die Herzöge des Reiches, die Markgrafen von Brandenburg, Meißen und Namur, der Pfalzgraf bei Rhein, der Landgraf von Thüringen und der Graf von Anhalt. Durch Standeserhebung und Teilung infolge von Erbschaften von Territorien und Aufnahme in den Reichsfürstenstand aus Gewohnheitsrecht wurde das zahlenmäßige Missverhältnis zwischen geistlichen und weltlichen Reichsfürsten bis zum Ende des Mittelalters etwas korrigiert.
Der Prozess der Herausbildung und Ausdifferenzierung der Definition des Reichsfürstenstandes zog sich bis zum 14. Jahrhundert hin.

## Ursprüngliche rechtliche Stellung
Die Reichsfürsten genossen, wie auch die Reichsgrafen, viele Vorrechte und Privilegien. Dazu gehörten das Führen des fürstlichen Titels und der fürstlichen Prädikate (beispielsweise die Anrede „Durchlaucht“, lateinisch „illustris“) im offiziellen Schriftverkehr, zeremonielle Ehrenrechte und -ämter und bestimmte Privilegien im gerichtlichen Verfahren. 
Als wichtigste dieser Vorrechte besaßen Reichsfürsten besondere Herrschaftsrechte. Dies war zunächst das Recht auf Teilnahme an der Wahl des Königs, das aber bereits 1356 von Kaiser Karl IV. mit der Goldenen Bulle wieder auf einen kleinen Kreis der Reichsfürsten, die Kurfürsten, eingeschränkt wurde. Es verblieb das Recht, Grafen (aber keine Reichsgrafen) und freie Herren ohne Reichsstandschaft als Vasallen zu haben, das Recht zur Einrichtung von Hofämtern sowie die Verfügung über Zoll-, Gerichts- und Münzregalien. Im Gegensatz zu den Reichsgrafen, die sich im Laufe der Zeit in vier Reichsgrafenkollegien gruppierten und über nur vier sogenannte Kuriatstimmen im Reichsfürstenrat verfügten, wurde jedem Zweig der reichsfürstlichen Familien eine Virilstimme zugestanden, die so viel wog wie eine Kuriatstimme. Ab 1582 wurde die Virilstimme an das Territorium gebunden, so dass bei Erbteilungen nicht mehr neue Virilstimmen entstanden. Viele Reichsfürsten verfügten schließlich infolge diverser Erbteilungen und Übernahme geistlicher Fürstentümer während der Reformation über mehrere Virilstimmen.

## Reichsfürsten in der Frühen Neuzeit
Nach der Reichsmatrikel von 1521 zählten zu den geistlichen Reichsfürsten die vier Erzbischöfe von Magdeburg, Salzburg, Besançon und Bremen sowie 46 weitere Bischöfe. Diese Zahl verringerte sich bis 1792 auf 33, darunter die beiden Erzbischöfe von Salzburg und Besançon und 22 Bischöfe. Die protestantisch gewordenen Erzbistümer Magdeburg und Bremen und die Bistümer insbesondere im Norden und Nordosten, die zunächst nach der Reformation unter der Herrschaft protestantischer Administratoren standen, waren weitgehend in den Jahrzehnten nach der Reformation bzw. mit Ende des Dreißigjährigen Krieges durch benachbarte Fürsten säkularisiert worden und schieden damit aus dem Stand der geistlichen Reichsfürsten aus. Hinzu kamen Mediatisierungen und das Ausscheiden von Gebieten aus dem Reich. So wurden zum Beispiel die Bistümer Wallis, Genf und Lausanne eidgenössisch und Cambrai, Verdun, Metz und Toul französisch. 

### Italienische Reichsfürsten

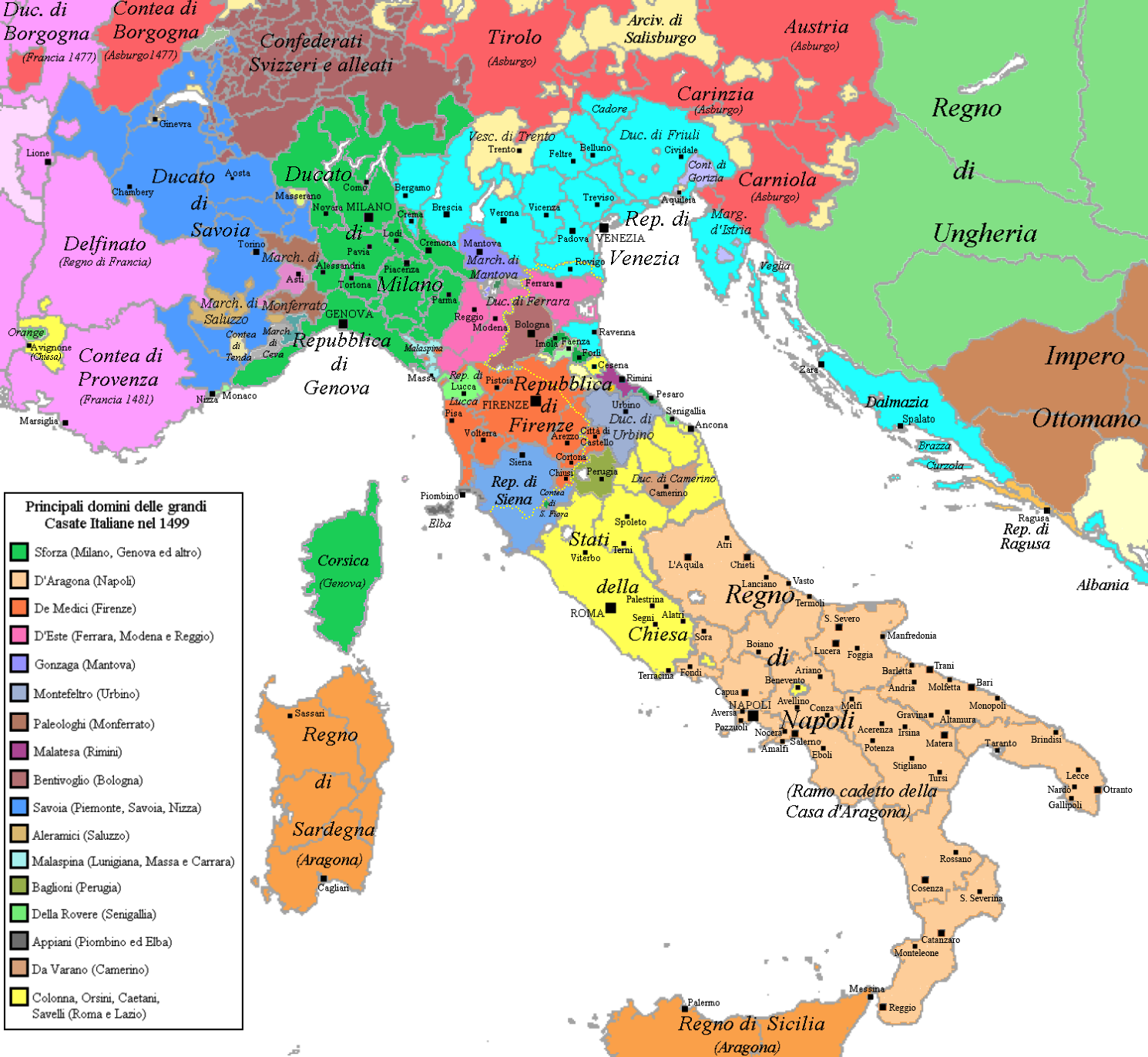
Die Reichsfürsten- und Herzogtümer in Reichsitalien 1499

Zu den Reichsfürsten des Mittelalters und der frühen Neuzeit zählten auch die regierenden Häuser in Reichsitalien. Der kaiserliche Besitz, vor allem in Oberitalien, zerfiel seit dem Hochmittelalter in zahlreiche Lehen des Reiches. Darunter waren zehn größere Gebiete und etwa 250 kleinere Lehen. Die Kaiser suchten durch ihre Italienzüge die nicht immer loyalen Fürsten und Stadtstaaten an sich zu binden. Nicht zum Reich gehörten die Republik Venedig, der Kirchenstaat sowie die Königreiche Neapel und Sizilien. Einige Lehen waren zwischen dem Reich und dem Kirchenstaat streitig oder wechselten; auch Venedig gliederte sich einstige Reichslehen ein. Die inneritalienische Politik war im Mittelalter durch den Konflikt zwischen Ghibellinen und Guelfen, also den Anhängern des Kaisers beziehungsweise des Papstes, geprägt, wobei die Stadtstaaten zumeist eher dem Papst, die Reichsfürsten eher dem Kaiser zugeneigt waren. Seit Kaiser Maximilian I. geriet Oberitalien zum Zankapfel zwischen dem Heiligen Römischen Reich und dem französischen Königreich, was Fürsten und Stadtstaaten zu häufig wechselnden Allianzen zwang. Der Mantuanische Erbfolgekrieg (1628–1631) war ein Konflikt, bei dem Kaiser Ferdinand II. gegen den Widerstand Frankreichs versuchte, das Herzogtum Mantua als erledigtes Lehen einzuziehen und neu zu verleihen. Umgekehrt versuchte Frankreich, die kaiserliche Lehensordnung in Reichsitalien zu beseitigen. Am Ende blieb der Kaiser Lehnsherr, musste aber den französischen Kandidaten als Herzog einsetzen. 
Im Reich war der Erzbischof von Köln als Reichserzkanzler für Italien zuständig, zu den Lehnsnehmern des Reiches und somit zu den Reichsfürsten zählten daher Häuser wie die Este (seit 1452 im Herzogtum Modena), die Medici (seit 1575 im Großherzogtum Toskana), die Gonzaga (seit 1433 im Herzogtum Mantua), die Ludovisi und Boncompagni-Ludovisi (im Fürstentum Piombino) oder die Doria (seit 1760 in Torriglia). Das Herzogtum Savoyen (mit dem Piemont) gehörte zumindest bis zur Erhebung zum Königtum 1720 zu Reichsitalien; das Land hatte insofern eine Sonderrolle, weil es zum oberrheinischen Reichskreis gehörte und Sitz sowie Stimme im Reichstag hatte. Bis auf die Mitgliedschaft im Reichstag hatten die oberitalienischen Reichsfürsten- und Herzogtümer eine ähnlich fast-souveräne Stellung mit nahezu unbeschränkten Herrschaftsrechten wie die deutschen. Hauptsächlich bei Thronstreitigkeiten oder Erbfällen (mit Lehnsheimfall an den Kaiser) trat der Lehnsherr in Erscheinung.

### Deutsche Reichsfürsten
Entgegen der Anzahl der geistlichen Reichsfürsten, die sich bis zum Ende des Reiches um zwei Drittel reduzierte, erhöhte sich die Anzahl der weltlichen Reichsfürsten auf mehr als das Doppelte. Die Wormser Reichsmatrikel von 1521 zählte noch 24 weltliche Reichsfürsten. Ende des 18. Jahrhunderts werden hingegen 61 Stimmen weltlicher Reichsfürsten im Reichsfürstenrat aufgeführt. Ursache hierfür sind die Säkularisationen ehemals geistlicher Reichsfürsten, für deren Territorien die weltlichen Fürsten, denen das Gebiet zugefallen war, weiterhin eine Stimme im Reichsfürstenrat führten. Ferner ist die Stimmenvermehrung zurückzuführen auf die Erhebung einer Reihe adliger Familien in den Reichsfürstenstand mit Reichsstandschaft durch den Kaiser. Einige Beispiele hierfür sind die Erhebungen der Grafen von Ostfriesland, Waldeck, Fürstenberg, Liechtenstein, Nassau, Schwarzburg, Salm sowie Thurn und Taxis in den Reichsfürstenstand. Ein weiterer Grund für die Vermehrung der weltlichen Reichsfürsten ist die Aufspaltung von Adelsgeschlechtern in mehrere Seitenlinien. So bildeten sich im Lauf der Zeit je fünf pfälzische und sächsische, vier braunschweigische, drei badische sowie je zwei fränkisch-brandenburgische, pommersche, mecklenburgische, hessische und holsteinische Linien.
Immerhin wurde bereits 1582 auf dem Augsburger Reichstag die Anzahl der Reichsfürsten durch dynastische Zufälle eingeschränkt. Die Reichsstandschaft wurde an das Territorium des Fürsten gebunden. Erlosch eine Dynastie, übernahm der neue Territorialherr die Reichsstandschaft, im Falle von Erbteilungen übernahmen sie die Erben gemeinsam.
Der Reichsfürstenrat im Reichstag, auch Fürstenbank genannt, bestand aus der Geistlichen Bank und der Weltlichen Bank. Basis für die Ermittlung der Stimmberechtigung der Reichsfürsten waren die Reichsmatrikeln, die bei den einzelnen Geschlechtern die reichsunmittelbaren Herrschaften benennen. Besonders im 14.–16. Jahrhundert sind sie stellenweise fehlerhaft, weil nicht berechtigte Geschlechter sich „einschlichen“, um ihre Bedeutung zu steigern und sich der Landesbesteuerung der großen Territorien zu entziehen, auch mit eigenen Territorien von sehr zweifelhafter Reichsunmittelbarkeit.
Die bedeutendsten unter den Fürsten waren an Macht und Größe der regierten Territorien zumindest den geistlichen Kurfürsten überlegen und forderten deshalb seit dem zweiten Drittel des 17. Jahrhunderts eine politische und zeremonielle Gleichstellung der Reichsfürsten mit den Kurfürsten.
Von den Reichsfürsten mit Reichsstandschaft, also den reichsunmittelbaren Reichsfürsten mit Sitz und Stimme im Reichsfürstenrat des Reichstags, zu unterscheiden sind die bloßen Reichs-Titularfürsten, also solche Fürsten, die, ohne die Reichsstandschaft zu erlangen, durch den römisch-deutschen Kaiser ihren Fürstentitel als bloßen Titel, verbunden mit einer Rangerhöhung, verliehen bekamen, der zwar im ganzen Reich gültig war, jedoch nicht die Reichsstandschaft implizierte. Denn diese hing nicht an einer bestimmten Adelsrangstufe, sondern an einem Territorium, das Sitz und Stimme im Reichsfürstenrat besaß. 
Mit dem § 197 des Jüngsten Reichsabschieds von 1654 wurde zudem für eine Reihe von namentlich aufgeführten Geschlechtern, die in den Reichsfürstenstand erhoben werden sollten, bestimmt, dass ihre Erhebung nur „ad personam“ erfolgt, bis sie sich mit „ohnmittelbaren Fürstmässigen Reichs-Gütern versehen“ haben. So wurde etwa das Haus Liechtenstein bereits 1608 in den erblichen Titularfürstenstand des Heiligen Römischen Reiches erhoben, es dauerte aber fast hundert Jahre, bis sich ihm die Gelegenheit bot, 1699 die reichsunmittelbare Herrschaft Schellenberg und 1712 die Grafschaft Vaduz zu kaufen, die 1719 mit kaiserlichem Diplom Karls VI. vereinigt und zum Reichsfürstentum Liechtenstein erhoben wurden, womit die Aufnahme in den Reichsfürstenrat des Reichstags möglich wurde, da diesem die Introduction und Admission vorbehalten war.

## Belege
1. ↑  Dieter Mertens: Der Fürst. Mittelalterliche Wirklichkeiten und Ideen. Köln u. a. 1998, S. 71.
2. ↑  Gerhard Köbler: Historisches Lexikon der deutschen Länder. Die deutschen Territorien vom Mittelalter bis zur Gegenwart. 4., vollständig überarbeitete Auflage. C.H. Beck, München 1992, ISBN 3-406-35865-9, S. 288.
3. ↑  Karl Otmar von Aretin: Das Alte Reich 1648–1806. Bd. 1. Stuttgart 1993, S. 201.